# Arambag
Arambag é uma cidade e um município no distrito de Hugli, no estado indiano de West Bengal.

## Demografia
Segundo o censo de 2001, Arambag tinha uma população de 56 129 habitantes. Os indivíduos do sexo masculino constituem 51% da população e os do sexo feminino 49%. Arambag tem uma taxa de literacia de 66%, superior à média nacional de 59,5%; com 57% para o sexo masculino e 43% para o sexo feminino. 12% da população está abaixo dos 6 anos de idade.